# Decaryochloa diadelpha
Decaryochloa es un género monotípico de plantas herbáceas perteneciente a la familia de las poáceas. Su única especie: Decaryochloa diadelpha A.Camus, es originaria de Madagascar. 

## Descripción
Son plantas monocárpicas perennifolias. Los tallos de flores de hoja verde. Culmos de 10 metros o más de largo; leñosos y persistentes de 2.5 cm de diámetro; escandente ; ramificada anteriormente. Ramas primarias / mediadas de la caña nodo 1 (y en última instancia, 3-7 ('varios') secundarias). Vainas persistente (y visiblemente auriculadas, las aurículas con cerdas negras rizados). Pluricaspitosa. Los brotes jóvenes extravaginales. Hojas auriculadas (estas grandes y prominentes); con setas auriculares (éstos negras y rizadas). Peludas. Las láminas ovado-lanceoladas; amplias para reducidas; de 7-10 mm de ancho y 5-10 cm de largo. Lígula una membrana con flecos ("con cerdas largas"); truncada; aproximadamente 1 mm de largo. Plantas bisexuales, con espiguillas bisexuales; con flores hermafroditas. Las espiguillas hermafroditas.

## Taxonomía
Decaryochloa diadelpha fue descrita por Aimée Antoinette Camus y publicado en Bulletin de la Société Botanique de France 93: 244. 1947.